# Allium aegilicum
Allium aegilicum là một loài thực vật có hoa trong họ Amaryllidaceae. Loài này được Tzanoud. mô tả khoa học đầu tiên năm 2000.